# Sylva Koscina
Sylva Koscina (Zagreb, 22 augustus 1933 – Rome, 26 december 1994) was een uit Joegoslavië afkomstige Italiaanse actrice, die in meer dan 120 films verscheen.

## Biografie
Koscina studeerde natuurkunde aan de Universiteit van Napels en werkte als fotomodel.
Vanaf 1955 speelde Koscina talloze filmrollen. Haar tweede film, Il Ferroviere, werd een belangrijke film van het Italiaanse neorealisme en kreeg enige erkenning. Een andere succes was de komedie Ladro lui, ladra lei uit 1958 van Luigi Zampa.
In de daaropvolgende jaren maakte Sylva Koscina tal van entertainment- en historische films, waaronder o.a. als partner van Lino Ventura in L'arme à gauche (1965), aan de zijde van Horst Buchholz in Operación Estambul (1965) en in Johnny Banco (1967), als huurmoordenaar in Deadlier Than the Male (1967) en in Robert Siodmaks tweedelige monumentale film Kampf um Rom (1968).
Ze was ook te zien in serieuzere rollen, zoals in Georges Franjus Judex (1963) en de oorlogsfilm Bitka na Neretvi (1969). In 1965 nam ze Federico Fellini in dienst voor Giulietta degli spiriti. Vanaf het midden van de jaren 1970 verminderde ze haar werkdruk aanzienlijk, die soms uitkwam op tien films per jaar. In 1993 nam ze deel aan haar laatste film C'è Kim Novak al telefono.

## Overlijden
Sylva Koscina overleed in december 1994 op 61-jarige leeftijd in Rome aan borstkanker.

## Filmografie

### Bioscoopfilms
- 1955: Siamo uomini o caporali – regie: Camillo Mastrocinque
- 1956: Il Ferroviere – regie: Pietro Germi
- 1956: Michel Strogoff
- 1956: Guendalina – regie: Alberto Lattuada
- 1957: I fidanzati della morte
- 1957: La Nonna Sabella – regie: Dino Risi
- 1957: La Gerusalemme liberata – regie: Carlo Ludovico Bragaglia
- 1957: Femmine tre volte – regie: Stefano Vanzina|Steno
- 1957: Le naïf aux 40 enfants – regie: Philippe Agostini
- 1958: Giovani mariti – regie: Mauro Bolognini
- 1958: Le fatiche di Ercole
- 1958: Ladro lui, ladra lei – regie: Luigi Zampa
- 1958: Totò a Parigi – regie: Camillo Mastrocinque
- 1958: Racconti d'estate – regie: Gianni Franciolini
- 1958: Mogli pericolose – regie: Luigi Comencini
- 1958: Erode il grande – regie: Viktor Tourjansky
- 1959: Ercole e la regina di Lidia
- 1959: Tempi duri per i vampiri – regie: Steno
- 1959: Il vedovo – regie: Dino Risi
- 1959: Le sorprese dell'amore – regie: Luigi Comencini
- 1960: I Genitori in Blue Jeans – regie: Camillo Mastrocinque
- 1960: L'Assedio di Siracusa – regie: Pietro Francisci
- 1960: Les Distractions – regie: Jacques Dupont Regisseur|Jacques Dupont
- 1960: Ravissante – regie: Robert Lamoureux
- 1960: Femmine di lusso – regie: Giorgio Bianchi
- 1961: Crimen – regie: Mario Camerini
- 1961: Il Sicario – regie: Damiano Damiani
- 1961: Mani in alto – regie: Giorgio Bianchi
- 1962: La sage-femme, le curé et le bon Dieu
- 1962: Le Massaggiatrici – regie: Lucio Fulci
- 1962: Le Masque de fer – regie: Henri Decoin
- 1962: Les quatre vérités – regie: Alessandro Blasetti
- 1962: La congiura dei dieci – regie: Baccio Bandini
- 1962: Il giorno più corto – regie: Sergio Corbucci
- 1963: Il Fornaretto di Venezia – regie: Duccio Tessari
- 1963: Judex
- 1963: Le monachine – regie: Luciano Salce
- 1964: Cadavere per signora – regie: Mario Mattoli
- 1964: Hot Enough for June – regie: Ralph Thomas
- 1964: Amore in quattro dimensioni, Segment Amore e vita – regie: Jacques Romain
- 1964: L'appartement des filles – regie: Michel Deville
- 1964: Cyrano et d'Artagnan
- 1964: Se permettete parliamo di donne – regie: Ettore Scola
- 1964: L'idea fissa, Segment Sabato 18 luglio – regie: Gianni Puccini
- 1964: Le grain de sable – regie: Pierre Kast
- 1965: L'arme à gauche – regie: Claude Sautet
- 1965: Operación Estambul
- 1965: Giulietta degli spiriti
- 1965: À l'italienne, Segment 3 La Donna – regie: Nanni Loy
- 1965: Baraka sur X 13 – regie: Maurice Cloche, Silvio Siano
- 1966: Monnaie de singe – regie: Yves Robert
- 1966: Io, io, io... e gli altri – regie: Alessandro Blasetti
- 1966: Carré de dames pour un as – regie: Jacques Poitrenaud
- 1967: Deadlier Than the Male
- 1967: Johnny Banco – regie: Yves Allégret
- 1967: The Secret War of Harry Frigg
- 1967: Three Bites of the Apple
- 1968: I Protagonisti – regie: Marcello Fondato
- 1968: A Lovely Way to Die
- 1968: Kampf um Rom 2 delen
- 1969: Marquis de Sade's Justine – regie: Jess Franco
- 1969: Bitka na Neretvi
- 1969: L'assoluto naturale – regie: Mauro Bolognini
- 1970: Hornets' Nest
- 1970: Vertige pour un tueur – regie: Jean-Pierre Desagnat
- 1970: La Modification – regie: Michel Worms
- 1970: Ninì Tirabusciò: la donna che inventò la mossa – regie: Marcello Fondato
- 1971: Historia de una traición – regie: José Antonio Nieves Conde
- 1971: Les jambes en l'air – regie: Jean Dewever
- 1971: African Story – regie: Marino Girolami
- 1971: La Colomba non deve volare – regie: Sergio Garrone
- 1971: Mazzabubù… quante corna stanno quaggiù? – regie: Mariano Laurenti
- 1971: Homo Eroticus – regie: Marco Vicario
- 1972: Boccaccio – regie: Bruno Corbucci
- 1972: Sette scialli di seta gialla – regie: Sergio Pastore
- 1972: Rivelazioni di un maniaco sessuale al capo della squadra mobile – regie: Roberto Bianchi Montero
- 1972: La Mala ordina – regie: Fernando Di Leo
- 1972: Il tuo piacere è il mio
- 1973: Lisa e il diavolo – regie: Mario Bava
- 1974: Qualcuno l'ha vista uccidere – regie: Rafael Romero Marchent
- 1974: Delitto d'autore – regie: Mario Sabatini
- 1974: La casa dell'esorcismo – regie: Mario Bava, Alfredo Leone
- 1975: Il Cav. Costante Nicosia demoniaco ovvero Dracula in brianza – regie: Lucio Fulci
- 1976: Casanova & Co.
- 1980: Sunday Lovers
- 1981: Asso – regie: Franco Castellano, Giuseppe Moccia
- 1983: Mani di fata – regie: Steno
- 1983: Questo e quello – regie: Sergio Corbucci
- 1984: Cenerentola '80
- 1984: Die Nacht der vier Monde – regie: Jörg A. Eggers
- 1987: Rimini Rimini – regie: Sergio Corbucci
- 1992: Ricky e Barabba – regie: Christian De Sica
- 1994: C'è Kim Novak al telefono – regie: Enrico Roseo

### Tv-series en -films
- 1962: I giacobini (serie)
- 1984: …e la vita continua – regie: Dino Risi
- 1987: Una grande storia d'amore – regie: Duccio Tessari
- 1991: L'odissea